# Gunung Saribu
Gunung Saribu is een bestuurslaag in het regentschap Karo van de provincie Noord-Sumatra, Indonesië. Gunung Saribu telt 281 inwoners (volkstelling 2010).